# Petzdorf
Petzdorf war eine wüste Feldmark bei Jeserig/Fläming, einem Ortsteil der Gemeinde Wiesenburg/Mark, die im Landkreis Potsdam-Mittelmark in Brandenburg liegt.

## Lage
In der Nähe liegt der Petzdorfer Berg, eine 162,7 m ü. NHN Meter hohe Erhebung im Jagen 62. Dort existiert auch der Flurname Alte Dorfstelle, an dem bislang jedoch keine Bodenfunde gesichert werden konnten.

## Geschichte
Die erste urkundliche Erwähnung stammt aus dem Jahr 1388 als Poitsdorff, Czu porczstorff; das Dorf war zu dieser Zeit vermutlich noch bewohnt und gehörte vor 1388 der Familie Luckenberg. Vor 1419/1420 gelangte es einschließlich der Blutgerichtsbarkeit in den Besitz der von Thümen und erschien 1419/1420 als die dorffstete zu poeczdorff, zcu Peczdorff, war demnach mittlerweile wüst gefallen. In den genannten Jahren besaßen die von Brandt von Lindau einen Hof, der vor 1487 mit dem Thümenschen Anteil vereinigt wurde. Die von Brandt von Lindau übernahmen vor 1487 die Feldmark. Zu ihr gehörte vermutlich auch eine Dorfkirche, da Petzdorf wohl Tochterkirche von Jeserig war. Der Zehnt fiel in den Jahren 1555 und 1575 an Wiesenburg. Die Schreibweise der Dorfstätte änderte sich von Boetzdorff im Jahr 1575 zu Potzdorff wüste im Jahr 1592. Im genannten Jahr bewirtschaftete ein Hufner einen Laßacker in Petzdorf. Ein weiterer Hufner zinste von der Dorfstätte, ein anderer bewirtschaftete 1 Morgen (Mg) 3 Viertel (Vt). Fünf Einwohner aus Wiesenburg nutzten 2 ½ Mg, 1 Mg, 2 Mg 2 ½ Vt, 5 Mg und 1 Mg 1 Vt Wiese in Petzdorf; ein weiterer Einwohner bewirtschaftete eine Wiesenfläche mit einer Größe von 3 Mg 1 Vt. Anschließend ging die Feldmark in der Feldmark von Jeserig auf und wurde nicht wieder besiedelt. Die Fläche war von 1755 bis 1765 im Besitz der Familie von Trotta genannt Treyden und ging anschließend an die von Watzdorf.